# Filomena Albano
Filomena Albano (Lucera, 10 febbraio 1969) è un magistrato italiano, dal 28 aprile 2016 all'11 ottobre 2020 titolare dell'Autorità garante per l'infanzia e l'adolescenza.

## Biografia

### Origini e formazione
È nata il 10 febbraio 1969 a Lucera (Foggia), città nella quale ha conseguito la maturità classica. È laureata in giurisprudenza alla LUISS (Libera università internazionale degli studi sociali). Avvocato dal 1995 al 1996, anno in cui ha superato il concorso in magistratura, è stata nominata magistrato con D.M. del 24 febbraio 1997. Titolare dell'Autorità garante per l'infanzia e l'adolescenza dal 28 aprile 2016 all'11 ottobre 2020  . È giudice della prima sezione civile del Tribunale ordinario di Roma .

### Attività professionale
Avvocato, uditore giudiziario presso il Tribunale di Roma, giudice al Tribunale di Torre Annunziata (Napoli), direttore dell'Ufficio II, Direzione generale giustizia civile, Dipartimento affari di giustizia del Ministero della giustizia e giudice al Tribunale di Roma nella sezione I, area della famiglia e dei diritti della personalità.
Esperta di cooperazione giudiziaria internazionale civile, ha partecipato in qualità di esperto nazionale alle attività di numerosi tavoli di lavoro nel Comitato di diritto civile del Consiglio dell'Unione europea diretti alla predisposizione di regolamenti e direttive. È stata punto di contatto coordinatore per l'Italia della Rete giudiziaria europea in materia civile. Ha acquisito una consolidata esperienza nella materia familiare e minorile.
Tra i provvedimenti monocratici redatti come magistrato, l'ordinanza depositata il 15 gennaio 2014 con la quale ha rimesso alla Corte costituzionale la questione di legittimità costituzionale dell'articolo 1, comma 1 e 2, e dell’articolo 4, comma 1, della legge 19 febbraio 2004, n. 40. La Corte, a seguito di tale atto, ha dichiarato, con la sentenza n. 96/2015, l'illegittimità costituzionale degli articoli 1, commi 1 e 2, e 4, comma 1, della legge 19 febbraio 2004, n. 40 (Norme in materia di procreazione medicalmente assistita), nella parte in cui non consentono il ricorso alle tecniche di procreazione medicalmente assistita alle coppie fertili portatrici di malattie genetiche trasmissibili - rispondenti ai criteri di gravità di cui all’articolo 6, comma 1, lettera b), della legge 22 maggio 1978, n. 194 - accertate da apposite strutture pubbliche .

### Incarichi istituzionali
Dal 2 novembre 2009 al 12 febbraio 2015 Commissario della Commissione adozioni internazionali, istituita presso la Presidenza del Consiglio dei Ministri.
È stata nominata titolare dell'Autorità garante per l'infanzia e l'adolescenza, con determinazione del 3 marzo 2016 (Gazzetta ufficiale n. 53 del 4 marzo 2016) del Presidente del Senato e del Presidente della Camera, assumendo le relative funzioni il 28 aprile 2016. Il 12 ottobre 2020 è rientrata in magistratura.
L'attività svolta nei quattro anni alla guida della Autorità è sintetizzata nella Relazione 2016–2020. L'Autorità garante per l'infanzia e l'adolescenza: una realtà in divenire e nelle Relazioni al Parlamento riferite agli anni 2016, 2017, 2018, 2019 e 2020:
- Relazione al Parlamento 2016 (PDF) (archiviato dall'url originale il 15 gennaio 2021).
- Relazione al Parlamento 2017 (PDF).
- Relazione al Parlamento 2018 (PDF).
- Relazione al Parlamento 2019 (PDF).
- Relazione al Parlamento 2020 (PDF).

## Pubblicazioni
È autrice di numerosi articoli e pubblicazioni in materia giuridica, tra cui:
- Ordinanza 15/01/2014, pubblicata in Il Foro italiano online, 2014, con nota di G. Casaburi.
- Il diritto degli stranieri – La tutela dei minori stranieri - Cedam 2014 – Il diritto applicato – I grandi temi – collana diretta da Giuseppe Cassano.
- I concetti di obbligazione alimentare e di rapporti familiari – Alpes Edizioni 2013.
- L'Autorità garante per l'infanzia e l'adolescenza nella tutela della famiglia, in Le tutele nella famiglia. Nuovi orientamenti legislativi e giurisprudenziali, a cura di F. Albano, G. Cassano, P. Corder, G. Oberto, 2018, p. 451 ss.
- Minori stranieri non accompagnati nella prospettiva dell'Autorità garante per l'infanzia e l'adolescenza, in Minori e giustizia, 2017, p. 55 ss.
- La tutela volontaria dei minori stranieri non accompagnati. Un istituto in evoluzione, in La Magistratura, 2018, p. 40 ss.
- L'Autorità garante per l'infanzia e l'adolescenza: una realtà in divenire, in Minorigiustizia, 3/2018, p. 98 ss.
- L'Autorità garante per l'infanzia e l'adolescenza a trent’anni dall’adozione della CRC: bilanci e prospettive, in La Convenzione delle Nazioni Unite sui diritti dell'infanzia e dell'adolescenza: conquiste e prospettive a 30 anni dall'adozione, 2019, p. 450 ss.
- Chi adotta fa il bene comune, 25 luglio 2018, in Vita Book magazine Adozione bene comune.
- La Convenzione di New York, settembre 2019, in Vita Book magazine Caso affidi. Parlano i ragazzi. Stateli ad ascoltare.